# Frontera (película de 2014)
Frontera es una película de drama wéstern estadounidense de 2014 dirigida por Michael Berry. La película está protagonizada por Eva Longoria, Michael Peña, Ed Harris y Amy Madigan. Fue producida por Ocean Blue Entertainment, y distribuida por Magnolia Pictures.

## Argumento
La esposa de un exalguacil de Arizona muere en la frontera de México con Estados Unidos. Todo parece indicar que el culpable es un hombre mexicano que estaba cruzando la frontera a los Estados Unidos de manera ilegal. Sin embargo, el alguacil pronto se da cuenta de que la situación es diferente a lo que parece al conocer al hombre.

## Reparto
- Eva Longoria como Paulina Ramírez.
- Michael Peña como Miguel Ramírez.
- Ed Harris como Roy McNary.
- Amy Madigan como Olivia McNary.
- Matthew Page como Carl.
- Julio Cedillo como Ramón / Coyote.
- Seth Adkins como Sean.
- Daniel Zacapa como Abuelo.
- Lora Martinez-Cunningham como Laura Zamora.
- Michael Ray Escamilla como José.
- Aden Young como Sheriff Randall Hunt.